# Cisma del ajedrez
Se denomina cisma del ajedrez a la situación que atravesó el ajedrez mundial entre 1993 y 2002 tras el abandono de la FIDE por parte de Gari Kaspárov.

## Antecedentes
Es probable que, cuando el 9 de febrero de 1985 Florencio Campomanes, presidente de la FIDE, anuló el encuentro, por el campeonato del mundo entre Kárpov y Kaspárov, con causas poco claras, en el ánimo de Kaspárov debió concretarse la decisión de salir de la disciplina de la FIDE, una organización por entonces manifiestamente corrupta, que no velaba por los intereses de los grandes maestros, y menos aún por los del campeón del mundo, sobre todo cuando este fue Kaspárov. Hay indicios de que Campomanes cedió a las presiones de las autoridades soviéticas, a cambio del voto de los países de la órbita soviética para su reelección como presidente de la FIDE. 
La corrupción de la FIDE ya había sido denunciada mucho tiempo antes por Fischer, pero a diferencia de Kaspárov, las reivindicaciones de Fischer se hicieron antes de ser campeón del mundo y beneficiaron a todos los jugadores. Iniciativas de este tipo, ya las habían tenido Lasker en 1921, e incluso Botvínnik en 1955, con el apoyo de la FIDE, para, en palabras del propio Botvínnik, «limitar todas las arbitrariedades en el manejo de la FIDE». Por el contrario, a la postre, las de Kaspárov parece que solo le beneficiaron a él, y han perjudicado al mundo del ajedrez en general.

### La GMA y la primera copa del mundo
Cuando Kaspárov se convirtió en Campeón del mundo en 1985 trató por todos los medios de evitar una de las condiciones con las que se jugó el encuentro: la revancha. Para ello movilizó a todo el mundo del ajedrez que pudo y trató de salirse de la disciplina de la FIDE creando la Asociación de Grandes Maestros (GMA) que pretendía velar por los intereses de los grandes maestros y conseguir fondos para la organización de supertorneos, torneos para los grandes maestros, y, finalmente, del campeonato del mundo. La GMA se presentó en Dubái en 1986.
La idea de la GMA sedujo a muchos grandes maestros, pues era obvia la inoperancia de la FIDE, hasta el punto de que en la primera directiva estaban como presidente Kaspárov y como vicepresidente Kárpov. El alma de la GMA fue el financiero belga Bessel Kok. Sin embargo esta sería una organización paralela a la FIDE, que organizaba torneos pero no la sustituía, aunque lo que sí pretendía era apropiarse de la organización de los grandes torneos. En el fondo pretendía eliminar a la FIDE de toda decisión que afectase al ajedrez profesional.
Durante el mundial de Sevilla de 1987 se perfiló el primer calendario para organizar una «Copa del Mundo» (Grand Prix). Estos eventos se anunciaron en sendas ruedas de prensas el 9 y el 10 de octubre. Constaba de seis grandes torneos con un total de 2,4 millones de dólares en premios. Los torneos eran: Bruselas (Bélgica) del 2 al 27 de marzo de 1988, Bilbao del 9 de junio al 2 de julio de 1988, Reikiavik (Islandia) del 30 de septiembre al 23 de octubre de 1988, Barcelona en marzo y abril de 1989, Róterdam (Holanda) en junio de 1989 y Skelleftea (Suecia) del 10 de agosto al 4 de septiembre de 1989, con la reserva de Marsella (Francia). A última hora el torneo de Bilbao no se celebraría y se organizaría en Belfort (Francia). Para organizar cada uno de estos torneos había que satisfacer una serie de condiciones económicas: 200.000 dólares en premios, sin fijos para los participantes, transporte, manutención y alojamiento, y 10 000 dólares de fianza —no recuperables— que fue lo que el Ayuntamiento de Bilbao no satisfizo.
Para esta primera copa se clasificaron 25 jugadores: Ulf Andersson (Suecia), Aleksandr Beliavski (URSS), Jaan Ehlvest (URSS), Johann Hjartarson (Islandia), Robert Hübner (Alemania Federal), Gari Kaspárov (URSS), Anatoli Kárpov (URSS), Víktor Korchnói (Suiza), Ljubomir Ljubojević (Yugoslavia), Predrag Nikolić (Yugoslavia), Jesús Nogueiras (Cuba), John Nunn (Gran Bretaña), Lajos Pórtisch (Hungría), Zoltan Ribli (Hungría), Valeri Sálov (URSS), Gyula Sax (Hungría), Yasser Seirawan (EE. UU.), Nigel Short (Gran Bretaña), Andréi Sokólov (URSS), Borís Spaski (Francia), Jonathan Speelman (Gran Bretaña), Mijaíl Tal (URSS), Jan Timman (Holanda), Rafael Vaganián (URSS) y Artur Yusúpov (URSS).
La copa se celebraba en seis torneos de los cuales estos jugadores solo podían jugar cuatro. Cada torneo lo debían jugar 18 ajedrecistas, 17 de los clasificados más un invitado local; pero esto no sería así más que en el primer torneo. La clasificación final sería el resultado de las puntuaciones parciales conseguidas en todos los torneos. El primer clasificado recibía 18 puntos, el segundo 17 y así hasta el último. A esto había que sumar los puntos obtenidos en el torneo más medio punto. Las partidas se jugaban al ritmo de 40 jugadas en dos horas, lo que para el época suponía un ritmo mayor de lo habitual (40 jugadas en dos horas y media).
El primer torneo, Bruselas 1988, lo ganó Kárpov. El segundo torneo se celebró en Belfort en 1988 (Francia) y lo ganó Kaspárov. El tercer torneo se celebró en Reikiavik y también lo ganó Kaspárov. El cuarto torneo se celebró en Barcelona en 1989, donde quedaron empatados Kaspárov y Ljubojević. El quinto torneo se celebró en Róterdam en 1989, y lo ganó Timman. El sexto torneo se celebró en Skelleftea (Suecia) en 1989 y lo empataron Kárpov y Kaspárov. De esta manera en la clasificación final de la Copa del Mundo aparecía:
1. Kaspárov: 83 puntos
2. Kárpov: 81 puntos
3. Sálov: 68,5 puntos
4. Ehlvest: 68 puntos
5. Ljubojević: 66,5 puntos
6. Nunn: 65,5 puntos
7. Beliavski y Short: 63,5 puntos
8. Hübner y Timman: 57,5 puntos
9. Sokólov: 57 puntos
10. Pórtisch: 56 puntos
11. Tal: 55,5 puntos
12. Sax: 54 puntos
13. Andersson: 53,5 puntos
14. Seirawan: 52,4 puntos
15. Ribli: 52 puntos
16. Speelman: 51 puntos
17. Vaganián: 49,5 puntos
18. Yusúpov: 47,5 puntos
19. Spaski: 45,5 puntos
20. Nikolić: 43,5 puntos
21. Korchnói: 43 puntos
22. Hjartarson: 40 puntos
23. Nogueiras: 37 puntos

A pesar de que la Copa del Mundo fue un éxito, a medida que pasaban los torneos perdía interés. Las tablas se hicieron habituales. Se comenzó un ciclo para organizar la segunda copa del mundo (Belgrado 1988, Open de Moscú 1989 y Palma de Mallorca 1989; y el torneo final de clasificación en Moscú 1990) que tendría muchas dificultades y no llegaría a terminarse. Una de las deficiencias del sistema de clasificación para la segunda copa del mundo es que no podían clasificarse más de ocho jugadores de un mismo país. De esta manera quedaron fuera ajedrecistas soviéticos mucho más fuertes que otros que sí se clasificaron, como Gélfand e Ivanchuk.

### Tensión entre la GMA y la FIDE
La tensión entre la FIDE y la GMA subió en el I Campeonato Europeo de Ajedrez Rápido, celebrado en Gijón entre el 31 de mayo y el 4 de junio de 1989. Por entonces el ajedrez rápido (30 por jugador) era una novedad. Este torneo lo ganó Kárpov. El campeonato fue polémico desde el principio. En la asamblea de la FIDE de 1986 —Dubái— se había decidido, sin mucha justificación, extender la organización del ciclo del campeonato del mundo de dos a tres años. Quedaba, pues, un vacío de torneos que había que llenar, y se decidió organizar estos torneos «rápidos», como otra modalidad cualquiera de la FIDE. Las protestas fueron inmediatas, centradas, sobre todo, en que el menor tiempo habría de redundar en la calidad de las partidas. Alekséi Suetin abanderó esta crítica, y poco después algunos maestros soviéticos firmaron un manifiesto de crítica a esta modalidad. 
Para impulsar la modalidad, la FIDE pretendía conceder títulos de Maestro Internacional y Gran Maestro específicos, lo que redundaría en una minusvaloración de los títulos a causa de su inflación. La GMA tomó partido en la disputa oponiéndose a la concesión de estos títulos. Sin embargo su oposición tenía motivos muy diferentes. La GMA pensaba que las partidas rápidas podrían televisarse, y pretendía controlar la organización de estos eventos. De momento, el problema era de infraestructura, y el que la FIDE se lanzase a organizar estos torneos significaba que ellos no podrían monopolizarlos. La GMA boicoteó el campeonato de Gijón, por lo que no estuvieron ajedrecistas tan importantes como Kaspárov, Timman, Ljubojević y Pórtisch. De los 45 primeros de la lista ELO solo media docena estuvieron en Gijón.
El torneo de Belfort comenzó entre rumores de bancarrota de la FIDE. La FIDE y la GMA se estaban enfrentando por la organización de los torneos, aunque, en principio, la FIDE y la GMA no tendrían por qué enfrentarse. La GMA debería organizar torneos y buscar patrocinadores para sus afiliados, mientras que la FIDE era, más que nada, un árbitro internacional en el mundo del ajedrez, la promoción del ajedrez y la celebración del campeonato del mundo. Nada de esto pretendía la GMA, que estaba compuesta solo por grandes maestros, y no todos. Por su espíritu elitista eliminaba a muchas personas que había hecho del ajedrez su profesión. Sin embargo, era un hecho que la FIDE y la GMA se enfrentaban por la organización de los grandes torneos. Y también por la venta de derechos informativos, cosa que la GMA pretendía dominar y que no hizo tan bien como presumía. La GMA descuidaba la relación entre el torneo y la prensa. Si la GMA trataba de hacer rentable el ajedrez, la FIDE trataba de hacerlo en su lugar. El divorcio entre la GMA y la prensa se hizo patente en el torneo de Barcelona 1989. Solo dos medios: el diario deportivo Marca y el diario ABC informaron del evento en España.
La asamblea de la FIDE que se celebró (como es habitual) durante la Olimpiada de Ajedrez de Salónica 1989 fue dramática. Allí se dieron cita 107 selecciones nacionales. Se llegó a hablar de la posibilidad de hacer varias federaciones. El enfrentamiento entre federaciones comenzó por el sistema de voto: un voto por federación o votos proporcionales al número de afiliados. En el fondo se trataba de una lucha entre los países que tradicionalmente dominaban el ajedrez y los nuevos afiliados. Entre tanto, la GMA trataba de dominar la asamblea, amenazando con quedarse con la organización del ciclo del título mundial. Los ataques de Kaspárov a la FIDE eran cada día más violentos, y se llegó a pensar en una sanción. Sin embargo, tras las polémicas, no se llegó a ningún acuerdo.
Entre tanto las cosas se le ponían más difíciles para Kaspárov en la URSS. Fue nombrado presidente de la Federación Soviética de Ajedrez Vitali Sebastianov, que no tenía muchas simpatías por el campeón. La URSS comenzó a dar permisos a más jugadores soviéticos para que participasen en torneos «competencia» de los de la GMA. El Open de Ajedrez de Nueva York de 1989 contó con 13 jugadores soviéticos de élite, entre ellos Gata Kamski, que desertó al finalizar el torneo. Kaspárov no integró el equipo de la URSS en el campeonato mundial por equipos de Lucerna 1989. La GMA organizó un torneo en Belgrado. Era un Abierto para grandes maestros que consiguió reunir a 100 GM, además de 78 MI y así hasta completar 258 participantes. Todo un éxito, que ninguno de los presentes confiaba en que se volviera a repetir, ya que uno de los factores decisivos fue el viaje gratis que la JAT (Líneas Aéreas Yugoslavas) ofreció a sus participantes. Además se organizó muy poco después de la Olimpíada y muy cerca de Salónica.
Al tiempo que la FIDE organizaba en la localidad mexicana de Mazatlán la fase final del I Campeonato del Mundo de Active Chess (30 minutos), que ganó Kárpov, la GMA organizaba en Madrid un gran encuentro URSS - Resto del Mundo de ajedrez rápido (25 minutos), con la exhibición de partidas de blitz (relámpago, 5 minutos) que por entonces estaba naciendo como modalidad entre la élite del ajedrez. Este encuentro fue retransmitido por el Canal 4 de la televisión británica. La diferencia de nombre y tiempo entre la modalidad de la FIDE y la GMA revela cuán enconados eran las posturas. La GMA anunció que el total de premios de este torneo (18,5 millones de pesetas) sería destinado a los países del Tercer Mundo (repartido entre la Unicef y el Fondo Soviético de Ayuda a la Infancia), lo que era un ataque a la FIDE, por ser esta la que promociona el ajedrez en los países subdesarrollados. Finalmente el premio se destinó a paliar a los damnificados del terremoto de Armenia que se produjo durante el evento. La Federación Soviética de Ajedrez no consideró al equipo de la URSS como un equipo oficial, ya que ella no tramitó los permisos, sino que «eran un grupo de amigos de Kaspárov». Por su parte, la FIDE no emitió comentario alguno sobre este torneo.
Durante el torneo de Madrid, la GMA anunció que pretendía organizar los cuartos de final del ciclo del campeonato del mundo, lo que al final no conseguiría. La FIDE estaba contra las cuerdas, pero aquí Kaspárov comenzó su declive. Las declaraciones del campeón eran cada día más violentas, y muchos de los asociados a la GMA no estaban de acuerdo con él. Se comportaba como si su opinión fuera la de la GMA, lo que provocó disensiones dentro de la asociación. Las divisiones internas permitieron que el encuentro de Madrid se organizase sin contar, casi para nada, con la GMA.
La GMA perdía prestigio debido a su carácter elitista, pero continuaba organizando torneos como el de Cannes 1989 entre veteranos y jóvenes GM. Las disensiones se mostraban en público. András Adorján, en réplica al libro de Kaspárov «El hijo del cambio», escribió su libro «El cambio del hijo», donde se muestra un Kaspárov desmitificado. Dos de los directivos de la GMA (Kok y Timman) dimitieron.

### La asamblea de la GMA de Murcia 1990
Así como la FIDE aprovecha las olimpiadas para hacer sus asambleas generales, la GMA aprovechó los torneos de clasificación para la segunda copa del mundo. Se celebraron asambleas en Belgrado 1988 y en Palma de Mallorca 1989. En la asamblea de Palma de Mallorca ya estaban perfectamente definidas las dos corrientes que había dentro de la GMA, una que defendía la delimitación de competencias y la cooperación con la FIDE, sostenida por Bessel Kok y Timman, y otra partidaria de la ruptura con la FIDE y el control del ciclo mundial, interzonal y candidatos incluido, defendida por Kaspárov. Aunque en votos estas posturas estaban empatadas, en la junta directiva la ruptura solo la defendía Kaspárov, lo que fue suficiente para que en la asamblea de Palma de Mallorca saliese triunfadora. No obstante, esto significaba el enfrentamiento con la FIDE. Nunca se logró controlar el ciclo del campeonato del mundo, e incluso el propio Kaspárov tenía actitudes contradictorias. Al mismo tiempo que amenazaba con no jugar el mundial en Lyon, como presidente de la GMA, se reunía con el alcalde de Lyon como campeón del mundo. Kaspárov y otros miembros de la GMA, negociaban los contratos según sus intereses, y nunca estaba muy claro cuándo actuaba como Presidente de la GMA y cuándo como campeón del mundo. El enfrentamiento había desprestigiado a la GMA y cuando llegó la asamblea de Murcia las cosas no eran las mismas.
En junio de 1990 se celebró una gran asamblea de la GMA en Murcia. Se trataba de organizar un gran festival del ajedrez con la organización del Interzonal para el campeonato del mundo incluido. El problema era que la GMA no podía organizar ningún interzonal. Además se incluía un torneo abierto de la GMA, dos encuentros de Kaspárov, uno con Borís Gélfand y otro con Valeri Sálov, unos cursos de Kaspárov para jóvenes promesas y entrenadores y una asamblea de la GMA. Todo ello quedó firmado en un protocolo el 5 de abril entre el Kaspárov y el presidente de la Región de Murcia. Sin embargo, no se llevó a cabo: el interzonal se celebró en Manila. Los encuentros de Kaspárov se quedaron en uno y contra Lev Psajis, mucho menos atractivo. El abierto de la GMA apenas contaba con jugadores de élite. Fue un torneo de ajedrez rápido a 30 minutos del que faltaron muchos grandes nombres porque estaban preparando el interzonal de Manila. Y la asamblea de la GMA fue un fracaso para Kaspárov.
Un evento de esta naturaleza debería haber tenido una gran repercusión en los medios de comunicación, pero pasó desapercibido. No ayudó que sus fechas coincidieran con la celebración del Mundial de Fútbol de aquel año. Kaspárov acusó a la FIDE de boicotear todas sus iniciativas. Murcia nunca llegó a solicitar el Interzonal, a pesar de las advertencias de la FIDE. Por lo visto, la GMA les había dicho que existía un acuerdo entre Campomanes y Bessel Kok para cederles la organización del interzonal, pero no era cierto, cosa que reconoció Kok en una carta a Kaspárov fechada el 21 de abril. Kok no estaba de acuerdo con la elección de Murcia para organizar el evento, ya que era una ciudad pequeña sin suficiente proyección internacional para dar proyección a su empresa financiera (SWIFT), y se negó a patrocinarlo. El 7 de mayo la GMA renunció en una circular a la organización del Interzonal. Kaspárov, el mayor gancho publicitario del evento, abandonó Murcia. En la ceremonia de clausura no estuvieron ni Kaspárov, ni Kok, ni el presidente de la Región de Murcia. Pero lo más importante para la historia de la GMA fue la celebración de la asamblea general.
Las asambleas de la GMA eran, de por sí, caóticas. Ya en Palma de Mallorca había habido problemas: «en Palma de Mallorca pagamos por la manera que tiene Gari de afrontar las cosas, entrando de cabeza, y eso, con frecuencia, nos pone en situaciones límite», afirmó un dirigente de la GMA. Pero en Murcia comenzó a tenerse la conciencia de que «o se decidían y se comprometían con algo de una vez por todas, o nadie cargaría de nuevo con el mochuelo de una asamblea de retraídos». El punto clave estaba en el acuerdo con la FIDE, que les garantizaría la autoafirmación y el reconocimiento explícito de la FIDE. Esta era la postura de Kok, pero Kaspárov se negaba, como se había negado en Belgrado y en Palma de Mallorca. Borís Spaski acusó a Kaspárov de tener una «mentalidad bolchevique», que debía abandonar para tener una actitud democrática. Críticas muy mal encajadas por Kaspárov, ya que otro de los «puntos del día» era la elección de una nueva directiva.
El 10 de junio votaron el acuerdo. Consistía básicamente en reconocer el papel directivo de la FIDE. La FIDE reconocería a la GMA como el órgano representativo de los grandes maestros. Se crearía una comisión de expertos que elevaría sus propuestas a la Asamblea General de la FIDE. La promoción del ajedrez en el mundo estaría en manos de una asociación con miembros de la FIDE y la GMA, financiada conjuntamente. Y por último se organizaría conjuntamente el ciclo para el campeonato mundial.
Durante las deliberaciones se discutió si el acuerdo dejaba o no en manos de la FIDE el poder de decisión. Timman, Kok y Ljubojević anunciaron que en caso de no salir la propuestas dimitirían, dimisión que los dos primeros ya había intentado ante Kaspárov en febrero de 1989. La propuesta se aprobó con cuatro votos nulos, 52,2 en contra y 67,8 a favor (los decimales se deben a que el valor de los votos dependían de un porcentaje).
A continuación se votó la junta directiva: Kaspárov (115,2 votos), Timman (79,1 votos), Larsen (74,1 votos), Short (69,3 votos), Ljubojević (66,6 votos), Kouatly (60 votos), Beliavski (57,2 votos). Kárpov se había quedado fuera de la junta directiva. Proclamada la nueva directiva, Kaspárov dimitió. Lo más probable es que Kaspárov dimitiera porque estaba en contra del acuerdo, pero la razón que dio fue que al no haber salido elegido Kárpov estaba en inferioridad psicológica, ya que se debía ocupar del campeonato del mundo y de los problemas de la GMA. Su dimisión habría de ser temporal, hasta la conclusión del encuentro por el campeonato del mundo.
A partir de aquí, la duda era si la GMA podría subsistir. Kaválek expresó sus dudas: «¿El poder de convocatoria de la GMA va a depender de la imagen de unidad que usted [Kaspárov] dé en el futuro?». A la sazón Timman asumiría la presidencia de la GMA.

### La asamblea de la FIDE de 1990
Durante la Olimpiada de Ajedrez de Novi Sad 1990 tuvo lugar una asamblea de la FIDE en la que se debía renovar el presidente. La asamblea comenzó el 30 de noviembre, y se presentaban tres candidaturas, la de Florencio Campomanes (filipino y presidente a la sazón), Román Torán (español) y Narciso Rabell Méndez (puertorriqueño).
Estas candidaturas eran una sorpresa, ya que no estaba la de Aleksandar Matanović (fundador del Informator yugoslavo), que se retiró a favor de Campomanes. Campomanes había dicho reiteradamente en los años anteriores que no se volvería a presentar. Tampoco se esperaba la candidatura de Rabell, que contaba con muy pocos apoyos.
Torán, el único que podía ganar a Campomanes, había pertenecido al equipo de éste durante los últimos años. Era, pues, un candidato con experiencia. En lo que a las relaciones con la GMA se refiere, en su programa electoral se recogían las decisiones que la GMA había aprobado en Murcia; básicamente, reconocimiento de la GMA como asociación representativa de los grandes maestros y con un peso específico dentro de la FIDE.
Campomanes, en cambio, estaba dispuesto a continuar con el enfrentamiento. Los apoyos de Campomanes eran muchos y consiguió la reelección, y el enfrentamiento continuó. En aquel momento se estaba jugando el encuentro entre Kaspárov y Kárpov en Lyon. Campomanes apenas se dejó ver en este evento. Solo fue a pronunciar un discurso de protocolo, y se marchó a Novi Sad antes de que terminase el encuentro. Campomanes no se sentía a gusto en Lyon, porque el encuentro lo había organizado Bachar Kouatly, uno de los nuevos directivos de la GMA, y pretendía demostrar la capacidad organizativa de la GMA, dejando a la FIDE al margen. Sin embargo la organización de Lyon dejó mucho que desear, sobre todo en su relación con los periodistas, árbitros, público y todo lo que no estuviese relacionado directamente con los grandes maestros.

### Linares 1991: categoría 17
En 1991, el tradicional Torneo de Linares alcanzó la categoría 17 con catorce jugadores. Fue un hito en la historia de los torneos internacionales. La categoría 17 había sido inalcanzable para todos los organizadores, y allí estaban, apoyando el torneo tanto la FIDE, con Campomanes, como la GMA, ambos tratando de capitalizarlo. La GMA jugaba el torneo (tanto Kaspárov, como Timman), y la FIDE, durante la ceremonia de inauguración, procedió a sortear los emparejamientos para los cuartos de final del campeonato del mundo. La GMA tuvo una reunión de su junta directiva, pero lo más significativo de esa reunión es que en su momento no transcendió nada. Se había enrocado contra la prensa, donde ya se palpaba el malestar contra la GMA, a la que se la llegaba a calificar de secta.
En Linares se hizo patente la división de la GMA. Kaspárov anunció que no jugaría la segunda copa del mundo, oficialmente porque no se le pagaban los 30.000 dólares que exigía, aunque se sospecha que para castigar a sus colegas tras la asamblea de Murcia. La segunda copa del mundo, pues, no contaría ni con Kaspárov, ni con Ivanchuk, ni con Gélfand (que no se habían clasificado), ni seguramente con Kárpov. Esto había ahuyentado a los patrocinadores, incluido Kok. Solo le quedaban las instituciones públicas, y solo había cuatro ciudades dispuestas a organizar los torneos: Barcelona, Bruselas, Wellington y Reikiavik, aunque tras la renuncia de Kaspárov la cosa no era segura. A pesar de que Luis Rentero (organizador del torneo de Linares) repetía que sus relaciones con la GMA eran buenas, debería alegrarse por el fracaso de la organización de la copa del mundo, ya que su mera existencia amenazaba la organización de grandes torneos privados. 

### La segunda copa del mundo y el ciclo del campeonato del mundo
La segunda copa del mundo estaba en peligro, así que Kaspárov, al final, decidió jugarla, y Kárpov también. En lugar se jugarse en un año se celebraría en tres (1991, 1992 y 1993). Habría cinco torneos: Reikiavik (del 21 de septiembre al 14 de octubre de 1991), Bruselas (1 a 24 de julio de 1992), Wellington (5 a 30 de noviembre de 1992), Barcelona (1 al 14 de abril de 1993) y Bruselas de nuevo (1 al 26 de julio de 1993).
Por su parte, la FIDE había conseguido mantener la organización del campeonato mundial, cuyos cuartos de final se celebrarían en Bruselas entre el 11 y el 25 de agosto de 1991. Sin embargo Kaspárov continuaba queriendo dejar de lado a la FIDE. Gata Kamski desafió públicamente a Kaspárov a un encuentro con el título de mundo en juego, con un premio de un millón de dólares. Esto, naturalmente, se saltaba todo el ciclo FIDE (Kamski no se había clasificado), pero en lugar de rechazarlo de plano, Kaspárov se trasladó a EE. UU. para ocuparse de los avales bancarios. El encuentro no se celebró, pero por otras causas (en la final del campeonato del mundo no estaría Kárpov). De todas formas la GMA estaba perdiendo apoyos entre los ajedrecistas profesionales. Ha de tenerse en cuenta que en agosto de 1991 se derrumbó la Unión Soviética y muchos buenos ajedrecistas que antes no habían podido viajar inundaron los torneos de Europa y EE. UU. Ellos tenían sus propios intereses, que no coincidían con los de Kaspárov, que por su parte no había vuelta a asumir la presidencia de la GMA, e incluso estaba desentendiéndose de ella.
El primer torneo de la segunda copa del mundo se celebró en Reikiavik 1991 y lo ganaron Ivanchuk y Kárpov. En enero de 1992 se suspendió la segunda copa del mundo, al tiempo que los torneos tradicionales despegaban. El Torneo de Ajedrez de Reggio Emilia 1991-92 alcanzó la categoría 18 y se consolidó como gran torneo (lo ganó Anand, seguido de Gélfand, Kaspárov y Kárpov). El Torneo de Ajedrez de Dortmund 1992 también alcanzó la categoría 17. La Olimpiada de Ajedrez de Manila 1992 fue un éxito para la FIDE, y para la antigua URSS, que al haberse independizado en diversos países coparon las tres primeras plazas: Rusia, Uzbekistán y Armenia.
La GMA estaba muerta. En septiembre de 1992 Kaspárov anuncia la creación de una nueva asociación internacional, la «Chess Union International», con el apoyo de Markku Kosonen, directivo de la Federación Central de Finlandia. La primera iniciativa será la organización de un torneo programado para entre el 18 y el 27 de septiembre. A esta asociación podían adherirse todos los grandes maestros y maestros internacionales previo pago de una cuota, en la sede de Kaspárov en Moscú. En una reunión de la GMA Korchnói llegó a proponer que se condenase a Kaspárov por intentar destruir la GMA.
Entre tanto (1992) se había celebrado el encuentro de revancha entre Fischer y Spaski, que atrajo el interés del ajedrez mundial. Un encuentro que se tituló «Campeonato del mundo de ajedrez». En el mundo del ajedrez surgió la pregunta de si Fischer podía ser considerado como campeón del mundo legítimo. En cualquier caso, Kaspárov se apresuró a afirmar que si Fischer quería seguir considerándose campeón del mundo debía seguir el ciclo de la FIDE.
En las semifinales del campeonato del mundo, celebradas en Linares 1992, Short eliminó a Kárpov y Timman a Yusúpov. Esto sería el inicio del cisma definitivo, aunque en su momento no se percibió como tal. La partida para determinar el candidato al título mundial se jugó en San Lorenzo de El Escorial, siendo ganada por Short (enero de 1993).
El 21 de febrero de 1993 Short, presidente de la GMA, presidió la asamblea de la GMA. El 25 dimitió por teléfono, el 26 se anunciaba el cisma. Anand asumió la presidencia de la GMA pero sin mucho entusiasmo, y sin hacer realmente nada por revitalizarla.

## La creación de la PCA: el cisma definitivo
En marzo de 1993 la GMA estaba muerta. Una vez conocido el rival de Kaspárov para el campeonato del mundo, este volvió a intentar organizar el campeonato mundial al margen de la FIDE. Kaspárov y Short acusaban a la FIDE de numerosas irregularidades y pusieron en marcha una nueva asociación, anunciada a bombo y platillo. Pero a diferencia de la GMA, todos los grandes maestros vieron en ella una nueva edición de la ambición de Kaspárov, por lo que nunca tuvo su apoyo, aunque participaran en los eventos que organizó.
El problema fundamental, aparte de las irregularidades de la FIDE, era que tanto a Kaspárov como a Short la bolsa de premios les parecía muy baja, mucho más después de saber lo que se embolsó Fischer por su encuentro en Belgrado. Kaspárov se había convertido en un dictador en el mundo del ajedrez. Cobraba sumas desorbitadas por dar simultáneas (hasta diez veces más de lo que cobraban el resto de los jugadores), había hundido a la GMA, había creado escuelas de ajedrez que no visitaba, vetaba la participación de los jugadores que le parecían más molestos, controlaba la participación de jugadores a través de un «centro de contratación» al que los organizadores acudían para asegurarse su participación, recibía derechos por prestar su nombre a computadoras, juegos de ajedrez de lujo y libros que no escribía...
El 23 de febrero de 1993 la FIDE informó a Kaspárov y a Short que había adjudicado a Mánchester la organización del próximo mundial, una adjudicación muy poco clara. En respuesta, el 26 de febrero de 1993 Kaspárov y Short, a través de un telefax, anunciaban que el campeonato del mundo se jugaría al margen de la FIDE, y creaban una nueva asociación, la PCA (Professional Chess Association, Asociación de Jugadores Profesionales). Una asociación al que solo pertenecían ellos dos.
El comunicado decía así:

Campeonato del mundo de ajedrez

Urgente

Comunicado de prensa — 26 de febrero de 1993

Declaración del Campeón del mundo, Gari Kaspárov y el aspirante Nigel Short

El 23 de febrero la FIDE anunció la sede para el Campeonato Mundial de Ajedrez de 1993. La FIDE manifestaba que, de acuerdo con sus regulaciones, había consultado tanto al campeón mundial como al aspirante acerca de la decisión, tomada en función de sus opiniones. Esto no es cierto. En realidad Nigel Short ni siquiera fue informado de las ofertas que se habían realizado, antes de que el presidente de la FIDE tomase su decisión. A continuación, y sin haber notificado a ninguno de los jugadores ni haber solicitado su opinión, la FIDE anunció la fecha de comienzo del macht.
No es la primera vez que la FIDE ha mostrado una manifiesta desconsideración con los contendientes del campeonato mundial. En febrero de 1985 el presidente de la FIDE, Florencio Campomanes, suspendió en Moscú el match pro el campeonato mundial entre Kárpov y Kaspárov. Una acción, aquella, profundamente condenable, no solo desde el punto de vista de los jugadores, sino a ojos de todo el mundo. Más tarde, la FIDE —siempre bajo Campomanes— ha mostrado reiterado desprecio por sus propias reglas. Está claro que no puede, por tanto, confiarse en la FIDE para organizar el evento profesional más importante del mundo.
Gari Kaspárov y Nigel Short han decidido disputar su match fuera de la jurisdicción de la FIDE. El macht se jugará bajo los auspicios de una nueva organización, la Professional Chess Association. Ambos contendientes están de acuerdo en donar el 10% del fondo de premios para tal organización, cuyo objetivo es representar a los ajedrecistas profesionales de todo el mundo, para bien del ajedrez y sus beneficios educativos.

La Professional Chess Association, Gari Kaspárov y Nigel Short invitan a realizar ofertas para la organización del Campeonato del Mundo Profesional, que determinará quién es el mejor jugador del mundo. Las nuevas ofertas serán bienvenidas, lo mismo que las de aquellos que ya las realizaran a la FIDE. Deberán remitirse a Jacques and Lewis (2 South Square, Grays Inn, London WC1R 5HR — Fax 071.4054464), antes del viernes, 19 de marzo. Las ofertas, lacradas, serán abiertas a las 11:30 del lunes, 22 de marzo, en una conferencia de prensa en Simpsons-in-the-Strand, la tradicional casa del ajedrez londinense. Los periodistas quedan invitados a asistir. Las ofertas serán abiertas en presencia de Gari Kaspárov y Nigel Short por el Sr. Brian Clivaz, director de Simpsons. Una vez reveladas las ofertas, Kaspárov y Short, junto con sus representantes, examinarán cuidadosamente todas y cada una de ellas, para asegurarse de que la mejor será la ganadora, siempre en beneficio del ajedrez.
Publicada en la Revista Internacional de Ajedrez, nº 68, mayo de 1993, página 6

El 30 de marzo de 1993 la asociación anuncia que acepta la oferta del grupo Times Newspapers de 1,7 millones de libras (unos 1,8 millones de euros) y que el encuentro se celebrará en Londres en septiembre.
Ante la actitud de Kaspárov y Short, la FIDE les descalifica y decide organizar el mundial con el anterior campeón mundial (Kárpov, que recuperaba el título mundial) y el perdedor del encuentro de candidatos de El Escorial (Timman). El 31 de marzo de 1993 Kárpov y Timman anuncian que están dispuestos a jugar el encuentro por el campeonato del mundo organizado por la FIDE. El cisma se había consumado.

## Los dos mundiales
El cisma trajo consigo la perplejidad del mundo del ajedrez, al contemplar la presencia de dos campeones mundiales, algo absolutamente insólito en los anales del ajedrez. Bien pronto se vio que la PCA tampoco resolvería, en lo fundamental, las expectativas que produjo tras su creación y, después de un esplendor inicial, se marchitó con rapidez. Estaba claro que Kaspárov era el mejor jugador del mundo, pero ya no era el campeón. Por otro lado, el título del campeón oficial, Kárpov, estaba, pues, devaluado.
En la reunión de mayo de 1993 del Consejo ejecutivo de la FIDE se acordó excluir a Kaspárov y a Short de la lista ELO si persistían en su actitud; una medida burocrática que no serviría de nada y con la que no estaban de acuerdo ni siquiera Kárpov y Timman. La lista ELO de julio de 1993 se publicó sin Kaspárov ni Short, y estarían fuera de ella hasta el 1 de enero de 1995.
En septiembre de 1993 comenzaron los dos mundiales, casi al unísono, el del PCA en Londres y el de la FIDE en Ámsterdam. Tanto Kárpov como Timman jugaron con cierta desgana, conscientes de que su mundial estaba un tanto devaluado, y preocupados porque la bolsa de premios prometida por la FIDE, superior que la de la PCA, no estaba disponible (2,16 millones de €, frente a los 2 millones que había conseguido la PCA). De hecho no parecía estar disponible, incluso cuando ya estaban jugando en Yakarta, ni siquiera la bolsa mínima (un millón de francos suizos, unos 541.000 €). Este mundial fue muy curioso, porque si bien se hizo coincidir con el de la PCA, apenas se publicitó en los medios de comunicación. La poca información que había era contraria a la FIDE.
Campomanes había asestado un duro golpe a la FIDE. Si durante el período de la GMA había estado contra las cuerdas, y había recuperado algo de su prestigio gracias a los errores de la GMA, el desastre de este mundial hacía dudar de todo lo que decía Campomanes. La palabra fraude estaba en boca de todos, y esto le daba, gratuitamente, la razón a Kaspárov.
Por el contrario, el mundial de la PCA era mucho más animado. Incluso reaparecieron las tradicionales acusaciones de espionaje y de oscuro pasado de los jugadores, azuzadas por la prensa sensacionalista. No hay que olvidar que, aunque estaban jugando al margen de la FIDE, habían ganado su derecho a disputarse el campeonato mundial dentro del ciclo de la FIDE.
Concluidos ambos mundiales las cosas quedaron así: Kaspárov, Campeón de la PCA (12,5 - 7,5); Kárpov, campeón de la FIDE (12,5 - 8,5). Desde ese momento se comenzó a especular con la reunificación, sobre todo porque sería un nuevo enfrentamiento entre Kaspárov y Kárpov, pero ni uno ni otro estaban muy interesados en volver a enfrentarse.

## La época de los dos campeones: el primer ciclo mundial
La organización de dos campeonatos del mundo diferentes dio al mundo del ajedrez dos campeones del mundo distintos: Kaspárov, campeón de la PCA, y Kárpov, campeón de la FIDE, y por tanto campeón del mundo oficial. Sin embargo todo el mundo sabía que Kaspárov era mejor y por lo tanto el título de la FIDE estaba muy devaluado.
Dos campeonatos el mundo exigieron dos ciclos diferentes para determinar el campeón del mundo. Hasta 1999 el ciclo de la FIDE continuó inmutable, y en todas las ocasiones lo ganó Kárpov: en 1996 frente a Kamski y en 1998 frente a Anand. Salvo Kaspárov, todo los ajedrecistas del mundo participaron en él. Sin embargo, y a pesar de la calidad de los contendientes, era un título devaluado. Por su parte la PCA organizó su propio ciclo mundial, y ahí fue donde la PCA volvió a perder su credibilidad. En 1995 Kaspárov renovó su título contra Anand. El siguiente ciclo mundial lo ganó Shírov, pero Kaspárov consideró que no era un rival digno, así que se negó reiteradamente el enfrentamiento. Al final, en 2000, jugó con quién él quería, Krámnik, y perdió.
Tanto en la FIDE como en la PCA, una vez pasados los primeros momentos, parecía que las cosas iban a cambiar. Kárpov declaró (y así se hizo) que en el siguiente ciclo mundial el campeón (él mismo) debía jugar las semifinales, algo de lo que estaba exento porque las semifinales eran el torneo de candidatos para determinar quién se habría de enfrentar al campeón. Kaspárov, por su parte, no se cansaba de decir que él era más demócrata que nadie.
Es muy significativo quiénes estaban en las semifinales de sendos ciclos del campeonato del mundo. En el de la FIDE estaban Anand, Gélfand, Kamski, Krámnik, Sálov y Timman. En la PCA Adams, Anand, Gulko, Kamski, Krámnik, Romanishin, Short y Tiviákov. Es decir, a los grandes maestros no les importaba mucho que existiesen dos ciclos mundiales, participaban en los dos. El único problema lo tenían los funcionarios de la FIDE y la PCA y los organizadores de grandes torneos como el de Linares, que debían dar rango (y caché) de campeón y subcampeón del mundo a más ajedrecistas. A los organizadores de grandes torneos y de los ciclos mundiales se les planteaba otro problema. Para asegurarse la participación de los grandes maestros, los torneos de cada ciclo no debían coincidir, lo que cargaba mucho el calendario.
El primer torneo clasificatorio para la PCA se celebró entre el 19 y el 30 de diciembre de 1993 en Groninga. Las condiciones de juego eran mucho mejores que el interzonal de la FIDE que se habría de jugar en Biel. El fondo de premios era de 200.000 dólares. Tomaron parte 54 jugadores con un promedio de ELO de 2626, y se jugaba a 11 rondas para seleccionar siete jugadores que pasarían a la siguiente ronda. Muy pocos jugadores, también clasificados en el ciclo de la FIDE, decidieron no participar: Gélfand, Sálov, Lautier, Van der Sterren, Epishin, Speelman e Ivanchuk, que en principio era el gran favorito; y por supuesto Kárpov. Solo cabría poner un problema, y es que Kaspárov no apareció por Groninga, quizá para que no se notase que la PCA era él.
La incógnita residía es si en interzonal de la PCA computaría para la clasificación ELO. Por otra parte Anand, Kamski y Krámnik demostraron estar entre los mejores al clasificarse en ambos ciclos. Además, la PCA recibía sus fondos de un patrocinador, la empresa de ordenadores Intel, y tenía un contrato, únicamente, de dos años. La dependencia de la PCA de Intel era tan grande que en comunicado oficial de las semifinales para el título de la PCA se dice «Semifinales del Campeonato Mundial de Ajedrez Intel». Hay que recordar que en esta época ajedrez e informática comienzan sus intensas relaciones. Internet estaba despegando, y comenzaban a ser posible las partidas en línea. Pero lo que es más importante, aparecen los primeros programas de ajedrez capaces de enfrentarse con éxito a los jugadores profesionales. En Múnich 1994 el programa Fritz 3 empató en el primer puesto con Kaspárov, que perdió en su enfrentamiento con el programa.
El torneo de candidatos de la FIDE se celebró en Wijk aan Zee, y atrajo mucha más atención mediática que el torneo de la PCA. Se enfrentaron Gélfand contra Adams (5-3), Krámnik contra Yudasin (4,5-2,5), Anand contra Yusúpov (4,5-2,5), Sálov contra Jálifman (5-1), Timman contra Lautier (4,5-3,5) y Kamski contra Van der Sterren (4,5-2,5). Las dos siguientes fases se jugaron en Sanghi Nagar. La primera de ellas se jugó con los siguientes enfrentamientos: Kamski contra Anand (4-4, pasó Kamski tras los desempates), Gélfand contra Krámnik (4,5-3,5) y Sálov contra Timman (4,5-3,5). En la segunda fase de Sanghi Nagar se sumó Kárpov. Los enfrentamientos fueron: Kamski contra Sálov (5,5-1,5) y Kárpov contra Gélfand (6-3). Con lo que Kamski se convertía en el retador oficial del título mundial. En la final, jugada en Elistá 1996 (Rusia) ganaría Kárpov (10,5-7,5).
Por su parte Kárpov venció en el torneo de Linares 1994 (categoría 18) superando en 2,5 puntos a Kaspárov, y si su ELO hubiese sido publicado entonces habría alcanzado los 2999 puntos —teniendo en cuenta que Kaspárov estaba fuera de la lista ELO y por lo tanto no debería computar; con Kaspárov hubiese alcanzado los 2978 puntos ELO—. Por un momento hizo soñar a la FIDE con otra extraordinaria racha de triunfos de Kárpov, como la que tuvo tras proclamarse campeón del mundo en 1975 por el abandono de Fischer. Pero a Kaspárov, y por lo tanto a la PCA, le hizo tanto daño ante los patrocinadores como quedar por detrás de Kárpov como el incidente de la partida con Judit Polgár, al soltar una pieza en una posición perdedora y rectificar. Judit no se atrevió a reclamar, aunque su gesto de súplica ante el árbitro es evidente. Nadie se atrevió a contradecir a Kaspárov, que además se enfadó mucho cuando las imágenes de vídeo mostraron la verdad.
Muy pronto comenzaron a negociarse enfrentamientos entre los campeones de la PCA y la FIDE, pero no para reunificar el título sino para demostrar quién era superior. El primer intento fue en el Torneo de rápidas de Moscú, al que fueron invitados Kaspárov, Kárpov, Anand, Timman y Short. Pero Kárpov declinó la invitación y Anand también, ya que tenía que preparar dos enfrentamientos en sendos ciclos de candidatos. No obstante, al igual que la GMA había creado al copa del mundo, Intel creó para la PCA un Gran Premio (Grand Prix), con cuatro torneos de partidas rápidas (25 minutos), el mencionado de Moscú (abril), el de Nueva York (junio), el de Londres (septiembre) y el de París (noviembre). Tenía un fondo de premios de 150.000 dólares. El torneo de Moscú coincidió con la Bundesliga en Alemania y el torneo de Dos Hermanas, por lo que faltaron muchos Grandes Maestros. Eran torneos que no computaban para ELO, por lo que los jugadores profesionales, a los que se les paga un fijo por jugar, no disputaban las últimas rondas. Al final Anand sí jugó el torneo de Moscú, y lo ganó. Kaspárov fue eliminado en cuartos de final por Krámnik, hazaña que volvería a repetir en Nueva York; y esta vez en la final. En el torneo de Londres, Kaspárov fue eliminado en la primera ronda por un programa de ajedrez: Genius 2. El torneo lo ganó finalmente Ivanchuk. En París ganó Kaspárov, pero el premio de Grand Prix fue para Krámnik, empatado con Kaspárov, que le alcanzó gracias a que los puntos obtenidos en el torneo de París tuvieron doble valor.
El cómputo del ELO era un problema, así que el 16 de mayo de 1994, la PCA sacó su propia lista ELO, integrada por los jugadores que superaban los 2500 puntos. La lista fue calculada por Intel (Ken Thompson), y en ella aparecían en los primeros puestos Kaspárov, Kárpov, Shírov, Anand e Ivanchuk. Se trataba de una lista en la que el ELO no estaba redondeado a 5 o 0 (como la de la FIDE), y además salía con mayor frecuencia. La segunda lista (y última) salió el 29 de julio de 1994. Aquí se demostraba que la PCA no era nada sin Kaspárov. Short, cuyo ELO no computaba, no era invitado a los grandes torneos, para no rebajar su categoría en la FIDE, cosa que no pasaba con Kaspárov.
Los cuartos de final del torneo de Candidatos de la PCA tuvieron lugar en Nueva York. Los enfrentamientos fueron Anand contra Romanishin (5-2), Adams contra Tiviákov (4-4, pasó Adams tras los desempates de partidas rápidas), Kamski contra Krámnik (4,5-1,5) y Short contra Gulko (4-4, pasó Short tras los desempates de partidas rápidas). Las semifinales en Linares con los enfrentamientos Anand contra Adams (5,5-1,5) y Kamski contra Short (5,5-1,5). La final se jugó en Las Palmas de Gran Canaria entre Anand y Kamski (6,5-4,5), por lo que Anand se convertía en el aspirante al título de la PCA. Kamski era el aspirante al título de la FIDE. El mundial se celebró en Nueva York (1995). Kaspárov contra Anand (10,5-7,5).
La PCA volvía a tener problemas. Las primeras fechas anunciadas de la final del torneo de candidatos coincidían con el torneo de Linares 1995 que no contó con Anand, Kamski ni Kaspárov. Además el fondo de premios (200.000 dólares) no estaba asegurado. La PCA redactó un código de conducta que no gustó a nadie. Entre otras cosas se estableció como norma el hablar bien de los patrocinadores ante el público y la prensa, o cumplir con determinados formalismos de etiqueta. Quien no se ajustase a este código podría ser multado con sanciones desaforadas. Uno de los objetivos de la PCA, convertir el ajedrez en un deporte televisable, estaba fracasando estrepitosamente, a pesar del apoyo de Intel. El futuro habría de estar en Internet, pero en 1995 aún no se sabía.
Si bien nadie confiaba en la PCA para organizar el ajedrez profesional tampoco se confiaba en la FIDE, y todo por culpa de un presidente autoritario e incompetente como Florencio Campomanes. La opinión de que Campomanes era un lastre para el ajedrez era unánime. Ante las elecciones de la FIDE de 1994, que tendrían lugar durante la Olimpiada de Salónica 1994, se presentaron, aparte de Campomanes, tres candidatos, bastante desconocidos: Joaquim Durão, Georgios Makropoulos y Bachar Kouatly. En vísperas de las elecciones Kaspárov apoyó expresamente a Campomanes, como única opción «digna»; y una vez más salió elegido. Durão se retiró, Makropoulos era de la cuerda de Campomanes y Kouatly, al que apoyaba Kárpov, quedó enredado en el marasmo de las intrigas palaciegas. Al final Campomanes tuvo 79 votos y Kouatly 65. Este apoyo de Kaspárov era un matrimonio de conveniencia. A cambio del apoyo de Kaspárov a Campomanes, tanto él como Short volvieron a aparecer en la lista ELO del 1 de enero de 1995, y además los torneos de la PCA computaban.

## Fin del cisma: el acuerdo de Praga
La PCA no podía sobrevivir exclusivamente con los torneos de partidas rápidas, por lo que también se lanzó a organizar torneos clásicos: los torneos Super Clasic. El primer torneo clásico fue el de Riga en 1995, de categoría 18, y que fue ganado por Gari Kaspárov. A pesar de celebrarse en Riga no jugó Alexéi Shírov. El segundo se celebró en Nóvgorod 1995 y también lo ganó Kaspárov. Se jugó, de la mano de Intel, una segunda edición del "Grand Prix", con los mismos cuatro torneos: Moscú, Nueva York, Londres y París. El torneo de Moscú lo ganó Ivanchuk.
Por otro lado, con Florencio Campomanes, Kaspárov cada vez tenía más fuerza en la FIDE. Cuando Gata Kamski se convirtió en el aspirante al título de la FIDE y aún no se había jugado la final del candidatos de la PCA, se comenzó a soñar con la reunificación, tanto si Kamski ganaba los dos mundiales, como si lo hacía en uno solo y debía enfrentarse a otro oponente. Esto sería posible si ganaba el título de la PCA, ya que, debido a su enfrentamiento con Kaspárov, era muy posible que pusiese su título en juego. La cita sería en Atlanta en 1996, donde el COI anunciaba que el ajedrez podría quedar reconocido como  deporte olímpico.
La PCA se convirtió en la WCC (World Chess Council, Consejo Mundial de Ajedrez), que en 1998 fijo su sede en la localidad española de Linares y cuyo presidente fue Luis Rentero. Los objetivos serían los mismos: organizar el nuevo Campeonato del Mundo, establecer un nuevo ranking mundial con los primeros 500 jugadores, etc. Sin embargo las cosas habían cambiado bastante desde la división de 1993. La FIDE sí era capaz ahora de conseguir una buena bolsa de premios para casi 100 jugadores. Aunque el sistema K.O. empleado para el mundial no había satisfecho las expectativas de los principales ajedrecistas, por lo que aparecieron nuevas críticas.
Kaspárov perdió su título ante Krámnik en el encuentro celebrado el año 2000 en Londres. El nuevo campeón del mundo de la WCC no tenía el prestigio de Kaspárov y su título había quedado muy devaluado. Solo entonces se negoció seriamente un encuentro de reunificación. Por fin, el 6 de mayo del 2002 se firmó en Praga el acuerdo que llevaría a la reunificación de los dos títulos. En principio pretendía celebrar en los meses de octubre y noviembre del 2003 un encuentro que reunificara el título, siempre regido por la FIDE. El título se disputaría de la siguiente manera: el ganador del torneo de Dortmund, se enfrentaría a Vladímir Krámnik, mientras el campeón del mundo oficial, a la sazón el ucraniano Ruslán Ponomariov, se enfrentaría a Kaspárov. Los ganadores de esos enfrentamientos se disputarían el título mundial.
Sin embargo los intereses de las partes estaban muy lejos de ser los mismos, y nunca pudo celebrarse un campeonato mundial en esas condiciones, a pesar de que se llegaron a confirmar ciertas sedes. El documento expresaba la «voluntad de apoyar el proceso de la unificación del mundo del ajedrez». Además se aceptaba «el principio de que FIDE es el guardián y el dueño del título del campeonato del ajedrez del mundo y que debe haber solamente una federación: FIDE». «Todas las partes y personas presentes aceptan los principios propuestos durante la reunión con respecto al sistema de los campeonatos del mundo de la postunificación».
Firmaron el documento: Kirsán Iliumzhínov (presidente de la FIDE), Bessel Kok, Gari Kaspárov, Vladímir Krámnik, Yasser Seirawan y Alekséi Orlov, presidente de la "Fundación Mundial de Ajedrez". 
Al final haría falta que se retirase de la competición Gari Kaspárov —el 10 de marzo de 2005 en Linares— para que el proyecto llegase a buen puerto. El Campeonato del mundo de la reunificación no comenzaría hasta el 21 de septiembre del 2006 en Elistá (Kalmikia), siendo reconocido éste por las dos partes en conflicto como el único "Campeonato Mundial de Ajedrez".